# Coregonus migratorius
Coregonus migratorius  també conegut com a omul és una espècie de peix de la família dels salmònids i de l'ordre dels salmoniformes.

## Morfologia
Els mascles poden assolir 56 cm de llargària total.

## Hàbitat
Viu en àrees entre 4-16 °C.

## Distribució geogràfica
Es troba al llac Baikal (sud de Sibèria).